# Харроу (школа)
Школа Харроу (англ. Harrow School) — одна из известнейших и старейших британских частных школ для мальчиков, расположенная в лондонском боро Харроу.

## История

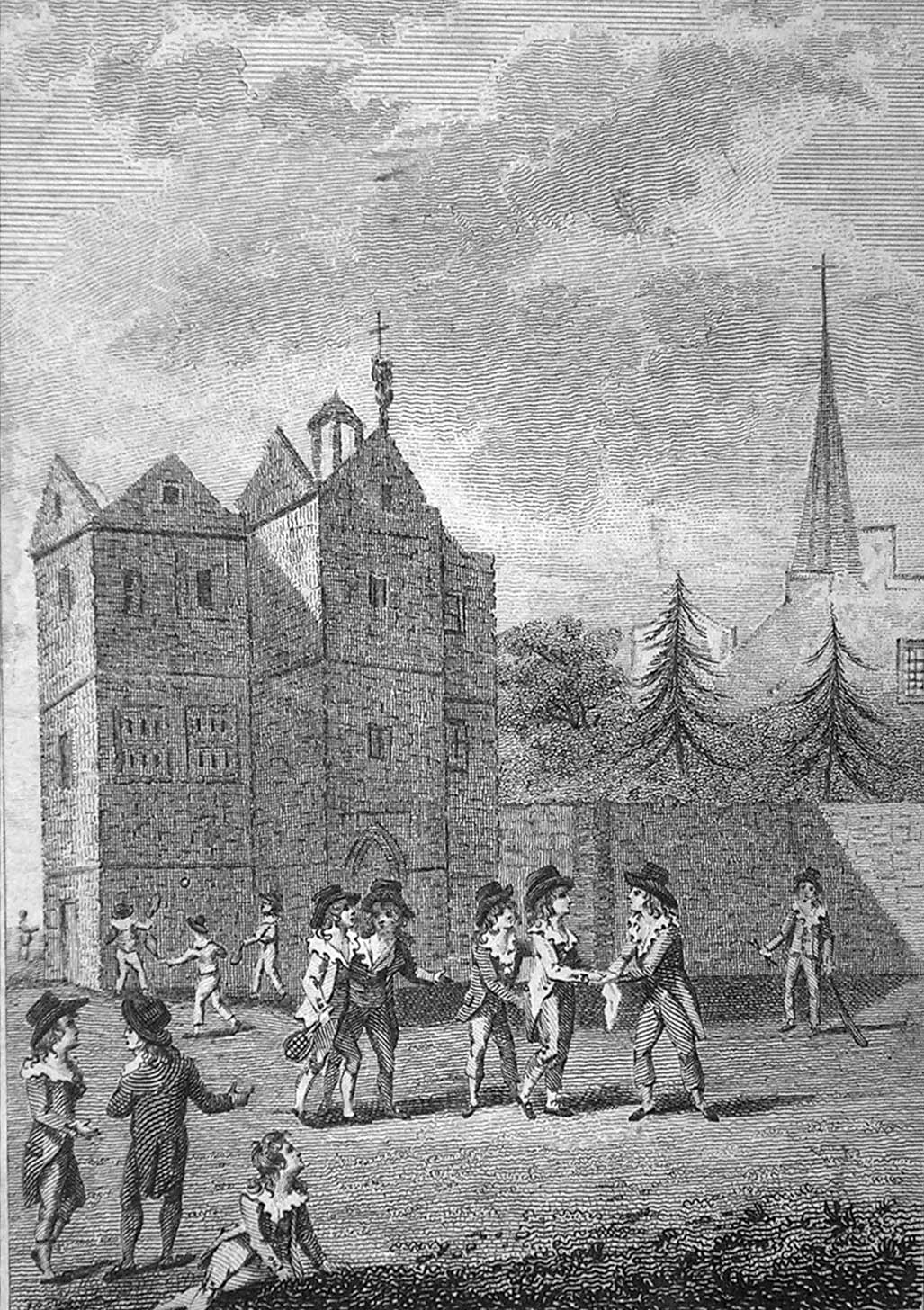
Школа Харроу в 1795 году

Школа Харроу была основана в 1571 году в годы правления королевы Англии Елизаветы I, на средства богатого фермера Джона Лиона (ум. в 1592 году) и в 1615 году открыта в небольшом местечке Харроу, в нескольких милях к северо-западу от Лондона.
Среди учеников и преподавателей школы Харроу было немало таких, которые оставили заметный след не только в английской, но и в мировой политике, науке и культуре. Из них следует особо выделить таких личностей, как Уинстон Черчилль, Джордж Г. Байрон, Роберт Пиль, Бенедикт Камбербэтч, Генри Дж. Пальмерстон-первый, премьер-министр Индии Джавахарлал Неру. В школе Харроу обучались монархи — король Иордании Хусейн бен Талал, король Ирака Фейсал II, низам Хайдарабада Мукаррам Джа, эмир Катара Тамим бин Хамад Аль Тани.

## Образование
Обучение в школе Харроу построено следующим образом: в первый год обучения школьники учат такие предметы, как английский, французский, латинский языки, математику, биологию, химию, физику, историю, географию, искусство, музыку, религию, информатику и дизайн. Наиболее способные к языкам могут изучать также греческий, китайский, немецкий или испанский. Большое значение в школе придаётся знанию классических — латинского и древнегреческого языков.
В течение следующих двух лет обучения (ремувс и пятая форма) школьники экзаменуются по многим предметам, и к концу третьего года имеют уже оценки по английскому языку и литературе, французскому языку, математике, религии и наукам. Последующий за этим шестой класс обучения состоит в выборе 4 профильных, основных предметов, на которых концентрируется школьник (уровень AS), а затем следует последний уровень А, на котором остаются три основных предмета. Это могут быть уже и такие «взрослые науки», как история искусств, технический дизайн, статистика, фотография, театральное искусство, управление и политика — но и традиционные: физика, химия, история, биология, география и др.
Наряду с классическим образованием по различным наукам, искусствам и языкам, которое получают мальчики в Харроу, особое значение в школе традиционно уделяется спортивной подготовке учеников. Более чем двухсотлетнюю историю имеют, например, ежегодные соревнования по крикету, проводимые между командами Харроу и Итонского колледжа (Eton at Lord’s). Первая встреча между ними произошла ещё в 1805 году. Школа Харроу известна также тем, что здесь был изобретён сквош. Большое значение со второй половины XIX века придаётся также футболу.

## Известные выпускники
См. Выпускники школы «Харроу»